# Copa del Rey 2011/12
Die Copa del Rey 2011/12 war die 108. Austragung des spanischen Fußballpokals.
Der Wettbewerb startete am 31. August 2011 und endete mit dem Finale am 25. Mai 2012 im Estadio Vicente Calderón in Madrid. Titelverteidiger des Pokalwettbewerbs war Real Madrid. Den Titel gewann der FC Barcelona durch einen 3:0-Erfolg im Finale gegen Athletic Bilbao. Da sich Barcelona in der Saison 2011/12 parallel die Teilnahme an der UEFA Champions League sicherte, fiel der Startplatz für die Europa League 2012/13 Athletic Bilbao zu.
Das Überraschungsteam der Pokalsaison war CD Mirandés. Der Drittligist setzte sich im Laufe des Wettbewerbes u. a. gegen die Erstligisten FC Villarreal, Racing Santander und Espanyol Barcelona durch und zog so bis ins Halbfinale ein, ehe man gegen Athletic Bilbao ausschied. Außerdem stellte Mirandés mit Pablo Infante den Torschützenkönig des Wettbewerbs.

## Teilnehmende Mannschaften
| Primera División die 20 Vereine der Saison 2010/11 | Segunda División 20 Vereine der Saison 2010/111 | Segunda División B 26 Vereine, die in der Saison 2010/11 in den vier Gruppen unter den ersten fünf platziert waren und die sechs folgenden Mannschaften mit den meisten Punkten2 | Tercera División die 18 Meister der Tercera División 2010/113 |
| FC Barcelona Real Madrid FC Valencia FC Villarreal FC Sevilla Athletic Bilbao Atlético Madrid Espanyol Barcelona CA Osasuna Sporting Gijón FC Málaga Racing Santander Real Saragossa Real Sociedad UD Levante FC Getafe RCD Mallorca Deportivo La Coruña Hércules Alicante UD Almería | Betis Sevilla Rayo Vallecano FC Elche FC Granada Celta Vigo Real Valladolid Deportivo Xerez AD Alcorcón CD Numancia FC Girona Recreativo Huelva FC Cartagena SD Huesca UD Las Palmas FC Córdoba Gimnàstic de Tarragona UD Salamanca CD Teneriffa SD Ponferradina Albacete Balompié | - Gruppe 1 CD Lugo CD Guadalajara CD Leganés RSD Alcalá† UD Vecindario† - Gruppe 2 SD Eibar CD Mirandés Deportivo Alavés Real Unión FC Palencia UD Logroñés‡ Real Oviedo†‡ - Gruppe 3 CE Sabadell FC Badalona CD Alcoyano FC Orihuela Lleida Esportiu CE l’Hospitalet‡ UE Sant Andreu‡ - Gruppe 4 Real Murcia UD Melilla FC Cádiz CD San Roque AD Ceuta† CD Roquetas‡ Real Jaén‡ | - Gruppe 1 CCD Cerceda - Gruppe 2 Marino de Luanco - Gruppe 3 SD Noja - Gruppe 4 SD Amorebieta - Gruppe 5 UE Llagostera - Gruppe 6 CD Olímpic de Xàtiva† - Gruppe 7 Fútbol Alcobendas Sport - Gruppe 8 FC Burgos - Gruppe 9 CD Comarca de Níjar - Gruppe 10 Real Linense - Gruppe 11 CD Manacor - Gruppe 12 UD Lanzarote - Gruppe 13 UCAM Murcia CF - Gruppe 14 CF Villanovense - Gruppe 15 CD Tudelano - Gruppe 16 CD Náxara - Gruppe 17 Andorra CF - Gruppe 18 CD Toledo |

1 FC Barcelona B und FC Villarreal B als B-Mannschaft nicht teilnahmeberechtigt

2 unter Ausschluss von B-Mannschaften

3 wird eine B-Mannschaft Meister, rückt automatisch die bestplatzierte A-Mannschaft der jeweiligen Liga nach

† für eine B-Mannschaft nachgerückt

‡ als Punktbester qualifiziert

## Modus
siehe Hauptartikel Copa del Rey
Das Turnier wird im K.-o.-System ausgespielt. Gespielt wird in den ersten drei Runden nur in einem Spiel – bei Unentschieden wird mit Verlängerung, ggf. Elfmeterschießen eine Entscheidung gesucht. Ab der Runde der letzten 32 werden die Duelle in Hin- und Rückspiel ausgetragen. In der Copa del Rey gelten die gleichen Regeln wie bei UEFA-Wettbewerben (Auswärtstorregel). Das Finale wird in einem Spiel ausgetragen, der Sieger bei Unentschieden durch Verlängerung bzw. Elfmeterschießen gesucht.
Für die Qualifikation zur Copa del Rey ist die Vorsaison, bei den Auslosungen ist die Ligazugehörigkeit der aktuellen Saison maßgeblich.
Nachwuchs- und Reservemannschaften von Vereinen, die auch in der Copa del Rey spielberechtigt sind, sind nicht zugelassen.
Einige Mannschaften sind von bestimmten Runden freigestellt:
- In der ersten Hauptrunde spielen die Mannschaften der Tercera División und der Segunda División B.
- In der zweiten Hauptrunde stoßen die Mannschaften der Segunda División zu den Clubs der Segunda División B und Tercera División hinzu.
- In der dritten Hauptrunde spielen diese Teams die Gegner der Erstligisten aus.
- In der Runde der letzten 32 kommen die Mannschaften der Primera División hinzu.
- In der Copa del Rey wird mit Freilosen in den ersten Runden gearbeitet, um auf eine gerade Anzahl an Teilnehmern zu kommen.

## Erste Hauptrunde
Zur ersten Hauptrunde des Wettbewerbes waren 44 Mannschaften, die in der Saison 2011/12 in der Segunda División B und der Tercera División spielen, qualifiziert. Die Auslosung fand am 3. August 2011 wie alle weiteren Auslosungen auch in der Ciudad del Fútbol in Las Rozas de Madrid statt. Es wurden 18 Paarungen ausgelost und acht Freilose vergeben. Dabei wurden auch die Paarungen für die zweite Hauptrunde bestimmt.
Die Spiele wurden am 31. August 2011 ausgetragen.
|                         | Ergebnis        |                      |
| ----------------------- | --------------- | -------------------- |
| CD Lugo                 | 1:3             | Real Oviedo          |
| Fútbol Alcobendas Sport | 0:1             | UD Lanzarote         |
| CCD Cerceda             | 2:0             | CD Teneriffa         |
| Marino de Luanco        | 3:1 n. V.       | CD Toledo            |
| CD Leganés              | 3:1             | UD Vecindario        |
| CD Náxara               | 0:3             | UD Salamanca         |
| SD Noja                 | 2:1             | Real Unión           |
| CD Tudelano             | 2:2 (4:5 i. E.) | SD Ponferradina      |
| FC Burgos               | 0:1             | SD Eibar             |
| SD Amorebieta           | 0:1             | CD Mirandés          |
| FC Palencia             | 1:3             | UD Logroñés          |
| CD Manacor              | 1:4             | CE l’Hospitalet      |
| UE Llagostera           | 4:2             | CD Olímpic de Xàtiva |
| Andorra CF              | 3:1             | Lleida Esportiu      |
| UCAM Murcia CF          | 0:0 (7:6 i. E.) | CD Comarca de Níjar  |
| Real Jaén               | 3:0             | AD Ceuta             |
| UD Melilla              | 0:1             | CF Villanovense      |
| Real Linense            | 3:1             | FC Badalona          |

Freilose: RSD Alcalá, FC Cádiz, UE Sant Andreu, CD San Roque, Albacete Balompié, CD Roquetas, FC Orihuela und Deportivo Alavés.

## Zweite Hauptrunde
In der zweiten Hauptrunde traten die Mannschaften aus der Segunda División dem Wettbewerb bei.
Die Spiele wurden am 6., 7. und 8. September 2011 ausgetragen.
|                     | Ergebnis        |                        |
| ------------------- | --------------- | ---------------------- |
| CE l’Hospitalet     | 3:2             | CD Leganés             |
| SD Noja             | 0:2             | UD Logroñés            |
| UE Llagostera       | 2:1             | CCD Cerceda            |
| Albacete Balompié   | 1:0             | Real Jaén              |
| SD Ponferradina     | 3:0             | CD Roquetas            |
| Marino de Luanco    | 2:2 (2:4 i. E.) | Andorra CF             |
| FC Cádiz            | 3:1             | RSD Alcalá             |
| CD San Roque        | 2:0             | CF Villanovense        |
| SD Eibar            | 4:0             | UD Lanzarote           |
| CD Mirandés         | 3:1             | Real Linense           |
| UCAM Murcia CF      | 0:1             | Deportivo Alavés       |
| Real Oviedo         | 1:1 (3:2 i. E.) | UD Salamanca           |
| UE Sant Andreu      | 0:1             | FC Orihuela            |
| AD Alcorcón         | 2:1             | CE Sabadell            |
| FC Cartagena        | 0:0 (3:5 i. E.) | CD Numancia            |
| Hércules Alicante   | 3:2 n. V.       | CD Alcoyano            |
| Deportivo La Coruña | 5:1             | FC Girona              |
| UD Almería          | 2:0 n. V.       | CD Guadalajara         |
| Celta Vigo          | 2:0 n. V.       | UD Las Palmas          |
| SD Huesca           | 1:0             | Deportivo Xerez        |
| Recreativo Huelva   | 0:2             | FC Elche               |
| Real Murcia         | 0:1             | FC Córdoba             |
| Real Valladolid     | 6:0             | Gimnàstic de Tarragona |

## Dritte Hauptrunde
Die Spiele wurden am 12. Oktober 2011 ausgetragen.
|                     | Ergebnis        |                  |
| ------------------- | --------------- | ---------------- |
| FC Orihuela         | 1:3             | FC Cádiz         |
| Albacete Balompié   | 1:0             | Deportivo Alavés |
| Andorra CF          | 1:3             | CD San Roque     |
| SD Eibar            | 0:1             | SD Ponferradina  |
| UE Llagostera       | 0:1             | CE l’Hospitalet  |
| CD Mirandés         | 3:1             | UD Logroñés      |
| AD Alcorcón         | 2:1             | CD Numancia      |
| UD Almería          | 1:0             | FC Elche         |
| Celta Vigo          | 4:1             | Real Valladolid  |
| FC Córdoba          | 1:1 (3:2 i. E.) | SD Huesca        |
| Deportivo La Coruña | 2:1             | CD Alcoyano      |

- Real Oviedo erhielt ein Freilos.

## Runde der letzten 32
In der Runde der letzten 32 stießen zu den elf Siegern aus den Partien der dritten Hauptrunde und Real Oviedo, welches ein Freilos erhielt, die Teams aus der Primera División.
Die Auslosung fand am 14. Oktober 2011 mit fünf Lostöpfen statt.
| Topf 1 (Segunda División B)                                                                     | Topf 2 (Champions League)                          | Topf 3 (Europa League)                     | Spezialtopf 1 (Segunda División)                                 | Spezialtopf 2 (Primera División) |
| ----------------------------------------------------------------------------------------------- | -------------------------------------------------- | ------------------------------------------ | ---------------------------------------------------------------- | --- |
| Albacete Balompié FC Cádiz CE l’Hospitalet CD Mirandés Real Oviedo SD Ponferradina CD San Roque | FC Barcelona Real Madrid FC Valencia FC Villarreal | Athletic Bilbao Atlético Madrid FC Sevilla | AD Alcorcón UD Almería Celta Vigo FC Córdoba Deportivo La Coruña | Betis Sevilla Espanyol Barcelona FC Getafe FC Granada UD Levante FC Málaga RCD Mallorca CA Osasuna Racing Santander Rayo Vallecano Real Sociedad Sporting Gijón Real Saragossa |

Zunächst wurde den Mannschaften in Topf 1 ein Gegner aus Topf 2 zugelost, den verbleibenden Mannschaften aus Topf 1 dann ein Gegner aus Topf 3. Danach wurde den Mannschaften aus Spezialtopf 1 ein Gegner aus Spezialtopf 2 zugelost und anschließend wurden die Paarungen aus den übrigen Vereinen der Primera División ermittelt.
Die Hinspiele wurden zwischen dem 9. November und 13. Dezember ausgetragen, die Rückspiele am 20., 21. und 22. Dezember.
|                     | Gesamt    |                    | Hinspiel | Rückspiel |
| ------------------- | --------- | ------------------ | -------- | --------- |
| CE l’Hospitalet     | 00:10     | FC Barcelona       | 0:1      | 0:9       |
| Albacete Balompié   | 3:1       | Atlético Madrid    | 2:1      | 1:0       |
| Real Oviedo         | 0:2       | Athletic Bilbao    | 0:1      | 0:1       |
| FC Cádiz            | 0:4       | FC Valencia        | 0:0      | 0:4       |
| SD Ponferradina     | 1:7       | Real Madrid        | 0:2      | 1:5       |
| CD Mirandés         | 3:1       | FC Villarreal      | 1:1      | 2:0       |
| CD San Roque        | 1:3       | FC Sevilla         | 0:1      | 1:2       |
| UD Almería          | 2:4       | CA Osasuna         | 1:3      | 1:1       |
| AD Alcorcón         | 3:1       | Real Saragossa     | 1:1      | 2:0       |
| Celta Vigo          | 2:4       | Espanyol Barcelona | 0:0      | 2:4       |
| FC Córdoba          | (a)2:2(a) | Betis Sevilla      | 1:0      | 1:2       |
| Deportivo La Coruña | 4:5       | UD Levante         | 3:1      | 1:4 n. V. |
| RCD Mallorca        | 2:1       | Sporting Gijón     | 0:1      | 2:0       |
| Racing Santander    | (a)6:6(a) | Rayo Vallecano     | 3:2      | 3:4       |
| FC Getafe           | 2:3       | FC Málaga          | 0:1      | 2:2       |
| Real Sociedad       | 5:3       | FC Granada         | 4:1      | 1:2       |

## Achtelfinale
Die Auslosung der Paarungen für das Achtelfinale fand am 23. Dezember 2011 statt. Dabei wurden auch die Paarungen für die weiteren Spielrunden bestimmt.
Die Hinspiele wurden am 3., 4. und 5. Januar, die Rückspiele am 10., 11. und 12. Januar 2012 ausgetragen.
|                   | Gesamt    |                    | Hinspiel | Rückspiel |
| ----------------- | --------- | ------------------ | -------- | --------- |
| FC Córdoba        | 4:5       | Espanyol Barcelona | 2:1      | 2:4       |
| CD Mirandés       | 3:1       | Racing Santander   | 2:0      | 1:1       |
| Albacete Balompié | 0:4       | Athletic Bilbao    | 0:0      | 0:4       |
| Real Sociedad     | 3:6       | RCD Mallorca       | 2:0      | 1:6       |
| FC Valencia       | (a)2:2(a) | FC Sevilla         | 1:0      | 1:2       |
| AD Alcorcón       | 2:5       | UD Levante         | 2:1      | 0:4       |
| Real Madrid       | 4:2       | FC Málaga          | 3:2      | 1:0       |
| FC Barcelona      | 6:1       | CA Osasuna         | 4:0      | 2:1       |

## Viertelfinale
Die Hinspiele wurden am 17., 18. und 19. Januar, die Rückspiele am 24., 25. und 26. Januar 2012 ausgetragen.
|                    | Gesamt    |              | Hinspiel | Rückspiel |
| ------------------ | --------- | ------------ | -------- | --------- |
| Espanyol Barcelona | (a)4:4(a) | CD Mirandés  | 3:2      | 1:2       |
| Athletic Bilbao    | 3:0       | RCD Mallorca | 2:0      | 1:0       |
| FC Valencia        | 7:1       | UD Levante   | 4:1      | 3:0       |
| Real Madrid        | 3:4       | FC Barcelona | 1:2      | 2:2       |

## Halbfinale
Die Hinspiele wurden am 31. Januar und 1. Februar, die Rückspiele am 7. und 8. Februar 2012 ausgetragen.
|             | Gesamt |                 | Hinspiel | Rückspiel |
| ----------- | ------ | --------------- | -------- | --------- |
| CD Mirandés | 3:8    | Athletic Bilbao | 1:2      | 2:6       |
| FC Valencia | 1:3    | FC Barcelona    | 1:1      | 0:2       |

## Finale
| FC Barcelona                                      | FC Barcelona | Athletic Bilbao | Athletic Bilbao | Aufstellung                                    |
| ------------------------------------------------- | --- | --- | --------------- | ---------------------------------------------- |
| FC Barcelona                                      | \| 25. Mai 2012 in Madrid (Estadio Vicente Calderón) \| \| Ergebnis: 3:0 (3:0) \| \| Schiedsrichter: David Fernández Borbalán \| | \| 25. Mai 2012 in Madrid (Estadio Vicente Calderón) \| \| Ergebnis: 3:0 (3:0) \| \| Schiedsrichter: David Fernández Borbalán \| | Athletic Bilbao | Aufstellung FC Barcelona gegen Athletic Bilbao |
| FC Barcelona                                      | José Manuel Pinto – Martín Montoya, Gerard Piqué, Javier Mascherano, Adriano – Sergio Busquets, Xavi (81. Cesc Fàbregas), Andrés Iniesta – Pedro (87. Thiago), Lionel Messi, Alexis Sánchez (72. Seydou Keita) Cheftrainer: Pep Guardiola | Gorka Iraizoz – Andoni Iraola , Borja Ekiza, Fernando Amorebieta, Jon Aurtenetxe – Javi Martínez, Óscar de Marcos (47. Iñigo Pérez), Markel Susaeta (46. Ander Herrera), Ibai Gómez, Iker Muniain – Fernando Llorente (73. Gaizka Toquero) Cheftrainer: Marcelo Bielsa ( Argentinien) | Athletic Bilbao | Aufstellung FC Barcelona gegen Athletic Bilbao |
| FC Barcelona                                      | 1:0 Pedro (3.) 2:0 Lionel Messi (20.) 3:0 Pedro (25.) | | Athletic Bilbao | Aufstellung FC Barcelona gegen Athletic Bilbao |
| FC Barcelona                                      | Xavi (66.), Andrés Iniesta (71.) | Markel Susaeta (40.), Andoni Iraola (43.), Iñigo Pérez (78.) | Athletic Bilbao | Aufstellung FC Barcelona gegen Athletic Bilbao |
| 25. Mai 2012 in Madrid (Estadio Vicente Calderón) | | |                 |                                                |
| Ergebnis: 3:0 (3:0)                               | | |                 |                                                |
| Schiedsrichter: David Fernández Borbalán          | | |                 |                                                |

## Torschützen
| Pl. | Nat.      | Spieler           | Verein              | Tore |
| --- | --------- | ----------------- | ------------------- | ---- |
| 1   | Spanien   | Pablo Infante     | CD Mirandés         | 7    |
| 2   | Spanien   | Fernando Llorente | Athletic Bilbao     | 5    |
| 2   | Spanien   | Álvaro Vázquez    | Espanyol Barcelona  | 5    |
| 4   | Spanien   | Nauzet Alemán     | Real Valladolid     | 4    |
| 4   | Brasilien | Jonas             | FC Valencia         | 4    |
| 4   | Tunesien  | Lassad Nouioui    | Deportivo La Coruña | 4    |
| 4   | Spanien   | Pedro             | FC Barcelona        | 4    |
| 4   | Uruguay   | Christian Stuani  | Racing Santander    | 4    |